# Kínai szőnyeg
A kínai szőnyeg készítésének kezdete a Szung-dinasztia idejére (951–1280) nyúlik vissza. Kínai kerámiák, lakkmunkák, iparművészeti termékek motívumait használták fel, a motívumok taoista és buddhista szimbólumokra vezethetők vissza. 1275-ben Marco Polo Cambulacban működő manufaktúráról tudósított. A kínai szőnyegeket azonban Európában 1900-ig gyakorlatilag nem ismerték, piacra csak 1920 után kerültek.
A legrégibb luxusszőnyegek a Ming-dinasztia korából maradtak fenn. Teljes egészében selyemből szőtték őket, nemesfémszálakkal kombinálva. Az egyes motívumokat különböző hosszúságban nyírták meg, így domborműszerű hatást nyertek.
A Csing-dinasztia Kang-hszi császára idején (1662–1722) naturalista elemekkel bővült az ornamentika. Színezésben dominált a császársárga. A Jung-csing-dinasztia (1723–1735) ornamentikája tovább gazdagodott, a fő szín a citromsárga lett.
Csien-lung kínai császár idején (1736–1796) bontakozott ki teljes pompájában a kínai szőnyegművészet. Motívumkincse a tudomány, etika, zene szimbólumaival gazdagodott: írástekercsek, lírák, hatalomjelvények, vázák, legyezők tűntek fel. Indiai és perzsa hatásra több virágminta jelent meg. Az alap mindig fehér, kék vagy vörös rajzolattal, vagy sötét terrakottaszín fehér rajzolattal.
A szőnyegek méretei is segítenek koruk meghatározásában. A régiek kicsik, a 3x2 méteresek már nagynak számítanak, ovális vagy négyzet alakúak is lehettek. Az újabbak méretei 4x3 méteresnél ritkán nagyobbak.
A középső mező mindig egyszínű, rajta medalion és sarokmotívumok. A kereten gyakori a T-betűs szegélydísz és a meander. 1910 óta a Chinois (sinoá) néven készülő szőnyegek alkalmazkodnak a nyugati ízléshez: gyapjúból készülnek, plasztikusan nyírott csomózással, európai méretekben.